# Бен Бішоп
Бенджамін «Бен» Бішоп III (англ. Benjamin "Ben" Bishop III; 21 листопада 1986, м. Денвер, США) — американський хокеїст, воротар. Виступає за «Даллас Старс» у Національній хокейній лізі.
Виступав за Університет Мена (NCAA), «Пеорія Рівермен» (АХЛ), «Сент-Луїс Блюз», «Оттава Сенаторс», «Бінгемтон Сенаторс» (АХЛ), «Тампа-Бей Лайтнінг».
В чемпіонатах НХЛ — 170 матчів, у турнірах Кубка Стенлі — 20 матчів.
У складі національної збірної США учасник чемпіонатів світу 2010 і 2013 (6 матчів).
Досягнення
- Бронзовий призер чемпіонату світу (2013)